# Arschad al-Omari

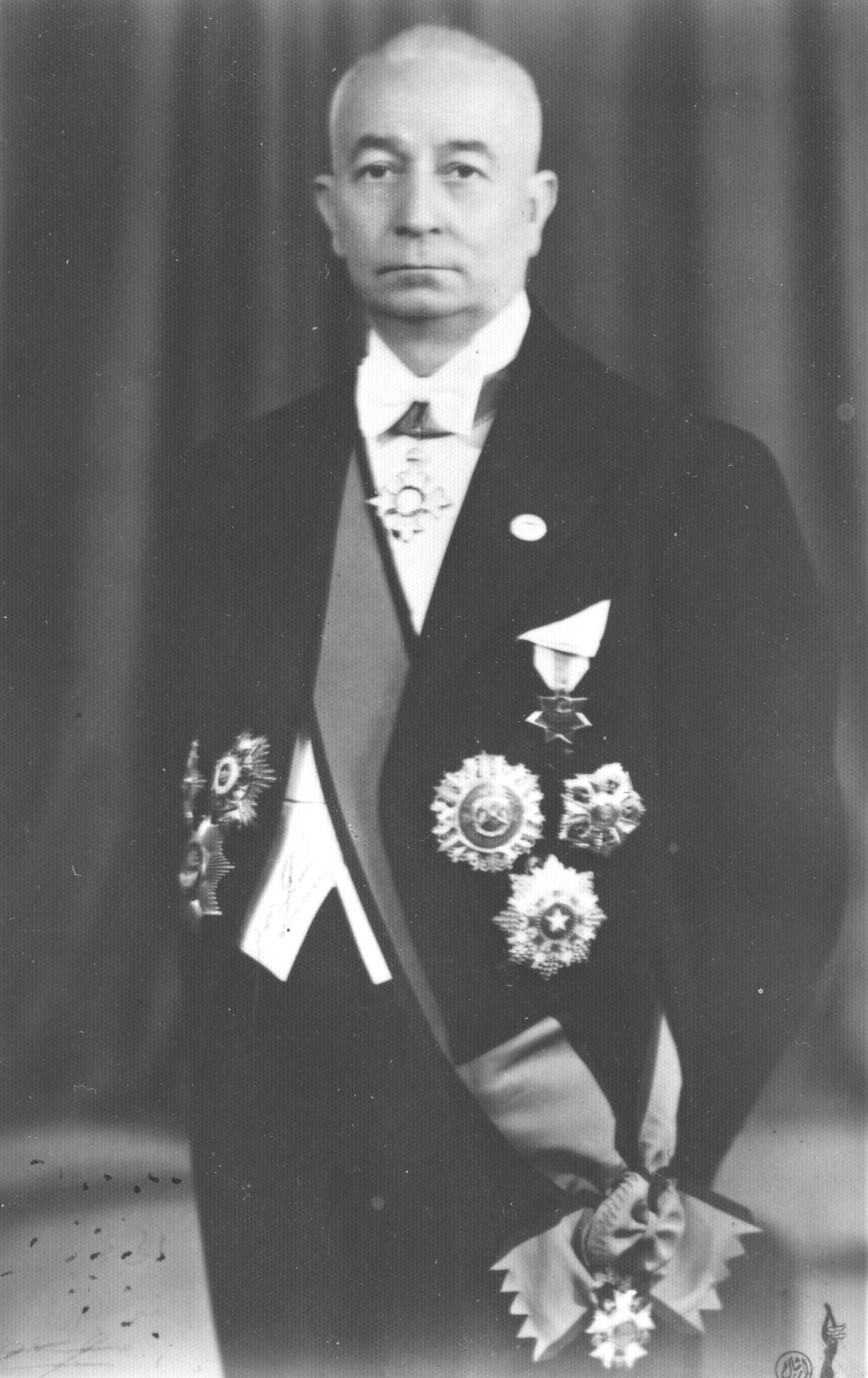
Arschad Pascha al-Omari

Arschad Pascha al-Omari (arabisch أرشد العمري, DMG Aršad al-ʿUmarī; * 8. April 1888 in Mossul, Vilâyet Mossul; gest. 4. November 1978 in Bagdad) war ein osmanischer Ingenieur und Politiker im Königreich Irak.

## Zeit in Mossul und Konstantinopel
Arschads al-Omaris Vater war Bürgermeister von Mossul. Nachdem Arschad die weiterführende Schule in Mossul 1904 mit 16 Jahren beendet hatte, zog er 40 Tage zu Pferd über Aleppo nach Alexandrette, um mit einem Dampfer nach Konstantinopel zu fahren. In Konstantinopel studierte er bis 1908 Architektur am Ingenieurskolleg des Sultans und arbeitete in der Gemeindeverwaltung Konstantinopels. Im Ersten Weltkrieg arbeitete Arschad Pascha als Ingenieur für das Verteidigungsministerium und kehrte nach Kriegsende 1918 nach Konstantinopel zurück. Dort arbeitete er für den Oberbürgermeister Dschamil Pascha Topuslu. Arschad Pascha heiratete Rafi'a Chanim, die jüngere Schwester Dschamil Paschas und hatte vier Kinder: Suad, Frozan (Suzy), Issam und Imad.
1919 kehrte Omari mit seiner Frau nach Mossul zurück und arbeitete bis 1924 als Chefingenieur der Gemeinde. Danach wurde er zum Abgeordneten des ersten irakischen Parlaments gewählt, nachdem unter König Faisal I. das Land vereint wurde. Von 1925 bis 1931 war er Generaldirektor für Post und Telegrafen, und von 1931 bis 1933 Oberbürgermeister der neuen Hauptstadt Bagdad. Ab 1933 war Omari Generaldirektor für Bewässerung und von 1934 bis 1935 Minister für öffentliche Arbeiten. In seiner Amtszeit wurde die Pipeline von Kirkuk zum Mittelmeer eröffnet. Bei der Gründung des Roten Halbmondes wurde er zu dessen Präsidenten der gewählt, was er bis zum blutigen Putsch von 1958 unter Abd al-Karim Qasim blieb. 1935 wurde er Generaldirektor der Gemeinden, und von 1936 bis 1944 war er für ein zweites Mal Oberbürgermeister Bagdads.

## Minister und Premierminister
Am 4. Juni 1944 wurde er zum Außenminister und stellvertretenden Minister für Verteidigung und Versorgung gewählt. In dieser Zeit baute er Beziehungen zur Sowjetunion auf, dabei hatte Omari am 11. September 1944 regen Briefverkehr mit Wjatscheslaw Molotow. Omari unterzeichnete am 22. März 1945 die Gründungscharta der Arabischen Liga. Als Omari jedoch am 12. April 1945 in San Francisco (Kalifornien) zur Unterzeichnung der Charta der Vereinten Nationen (VN) ankam, starb der amerikanische Präsident Franklin D. Roosevelt. Omari leitete daraufhin die irakische Delegation bei dessen Beerdigung am 14. April. Aufgrund der Teilungspläne für das Britische Palästina-Mandat weigerte sich Arschad al-Omari, die Charta zu unterzeichnen und kehrte am 13. Juni 1945 in den Irak zurück.
Am 25. August 1945 trat Omari als Außenminister zurück, wurde jedoch am 4. Juni 1946 zum Premierminister des Irak ernannt. Dieses Amt hatte er nur bis zum 14. Dezember des Jahres inne. Durch seine Repressionspolitik der Opposition gegenüber machte er sich rasch allseits unbeliebt. Er unterdrückte auch den Streik auf den Ölfeldern von Kirkuk im Juli 1946, bei dem eine Anzahl von Menschen ums Leben kam, was den Aufruhr nur verstärkte. Während seiner kurzen Amtszeit nahm er den kurdischen Clanvertreter Baba Ali Barzandschi in die Regierung auf, um die neugegründete Demokratische Partei Kurdistans einzubinden, die ein Gegengewicht zu den kommunistischen Organisationen der Ölarbeiter bilden sollte. Nach Ausrufung des Kriegsrechts vor den Wahlen wurde er vom Regenten und den Briten zum Rücktritt genötigt. Nach der Niederschlagung des antibritischen Al-Wathbah-Aufstands und dem Rücktritt des ersten schiitischen Premierministers Salih Dschabr war er vom 29. Januar bis zum 23. Juni 1948 Verteidigungsminister. 1952 wurde er zum Geschäftsführenden Vizepräsidenten des Entwicklungsdirektoriums ernannt. In dieser Rolle war er für zahlreiche Dammbau- und Bewässerungsprojekte und den Bau von Überlandstraßen, Krankenhäusern und Schulen zuständig. Am 29. April 1954 wurde er ein zweites Mal Premierminister, was er nur bis zum 4. August blieb. Nach dem Putsch von 1958 zog sich Omari in seine Lieblingsstadt Istanbul in der Türkei zurück und kehrte erst nach der Machtübernahme durch die Baath-Partei 1968 wieder in den Irak zurück. Nach seinem Tod wurde er im Familiengrab in Mossul beerdigt.